# Petalonyx parryi
Petalonyx parryi är en brännreveväxtart som beskrevs av Samuel Frederick Gray. Petalonyx parryi ingår i släktet Petalonyx och familjen brännreveväxter. Inga underarter finns listade i Catalogue of Life.

## Bildgalleri

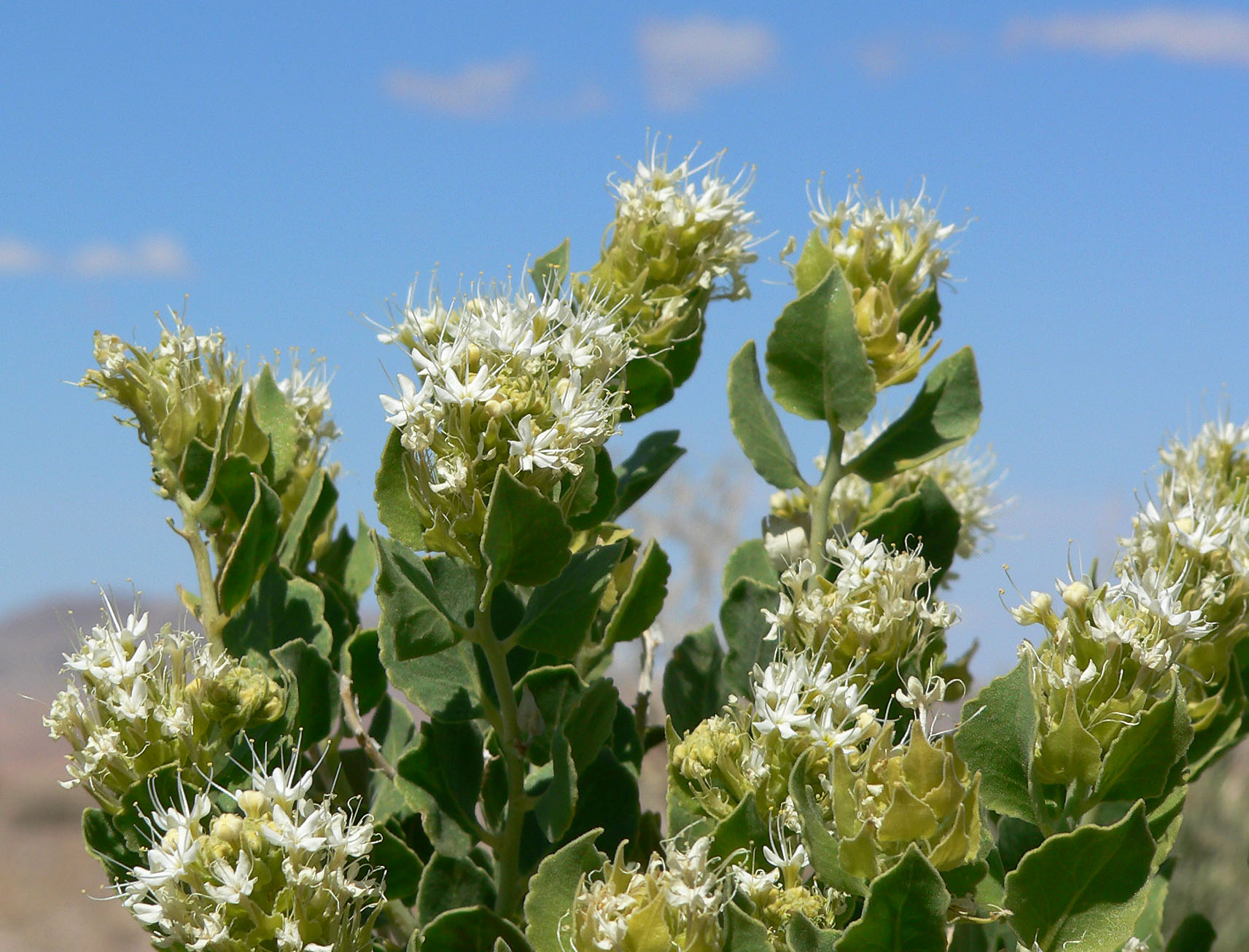
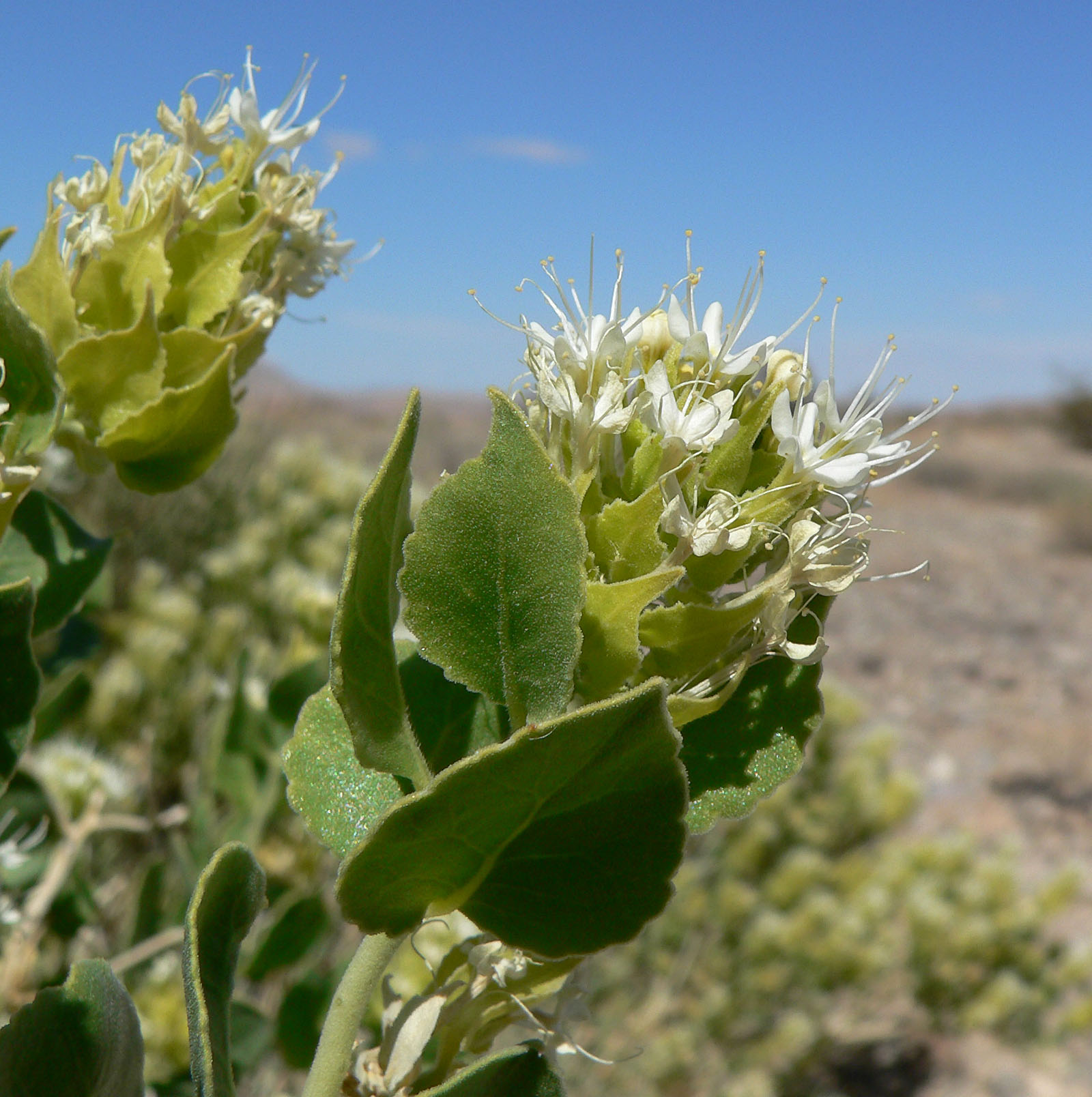
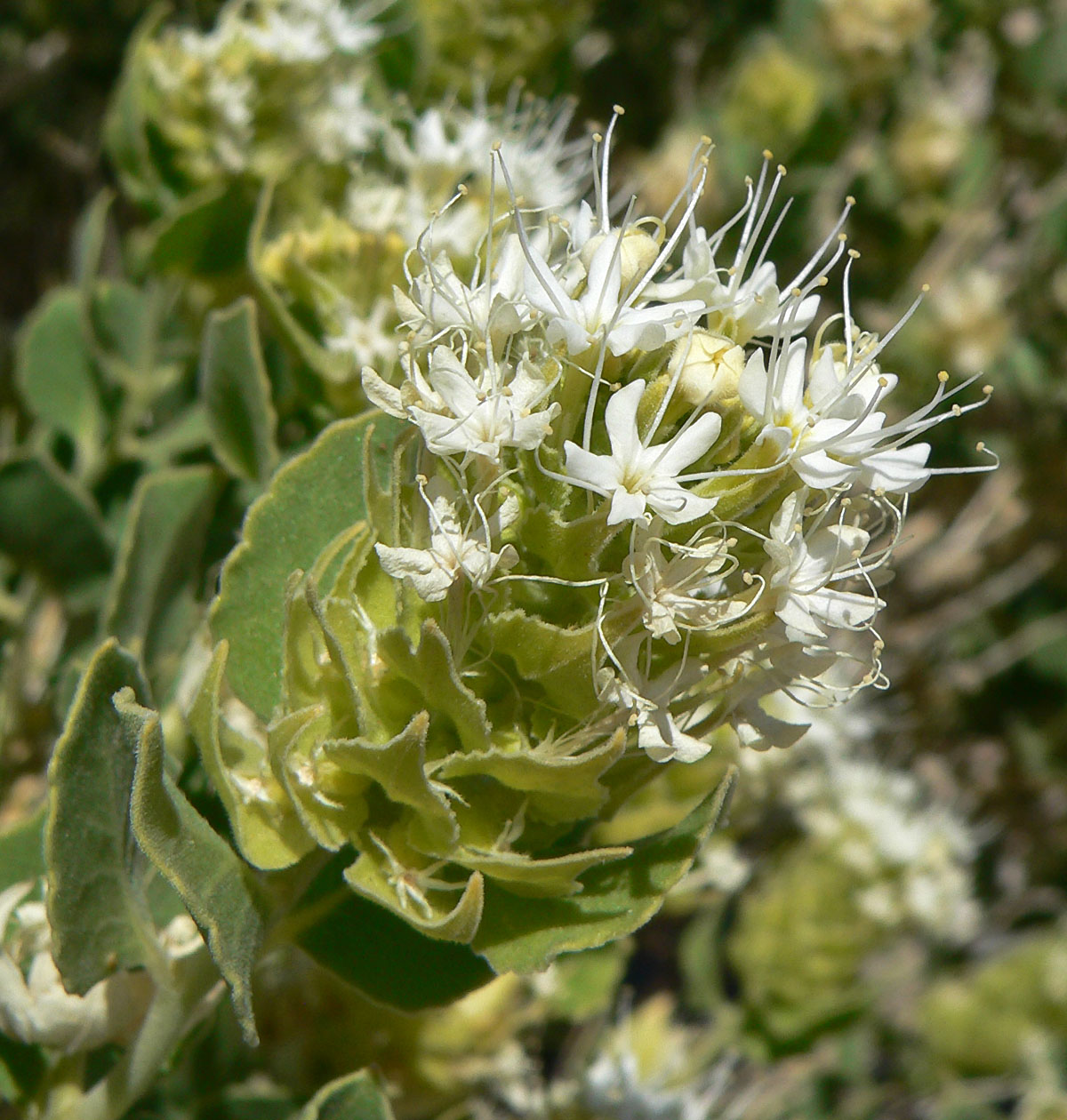
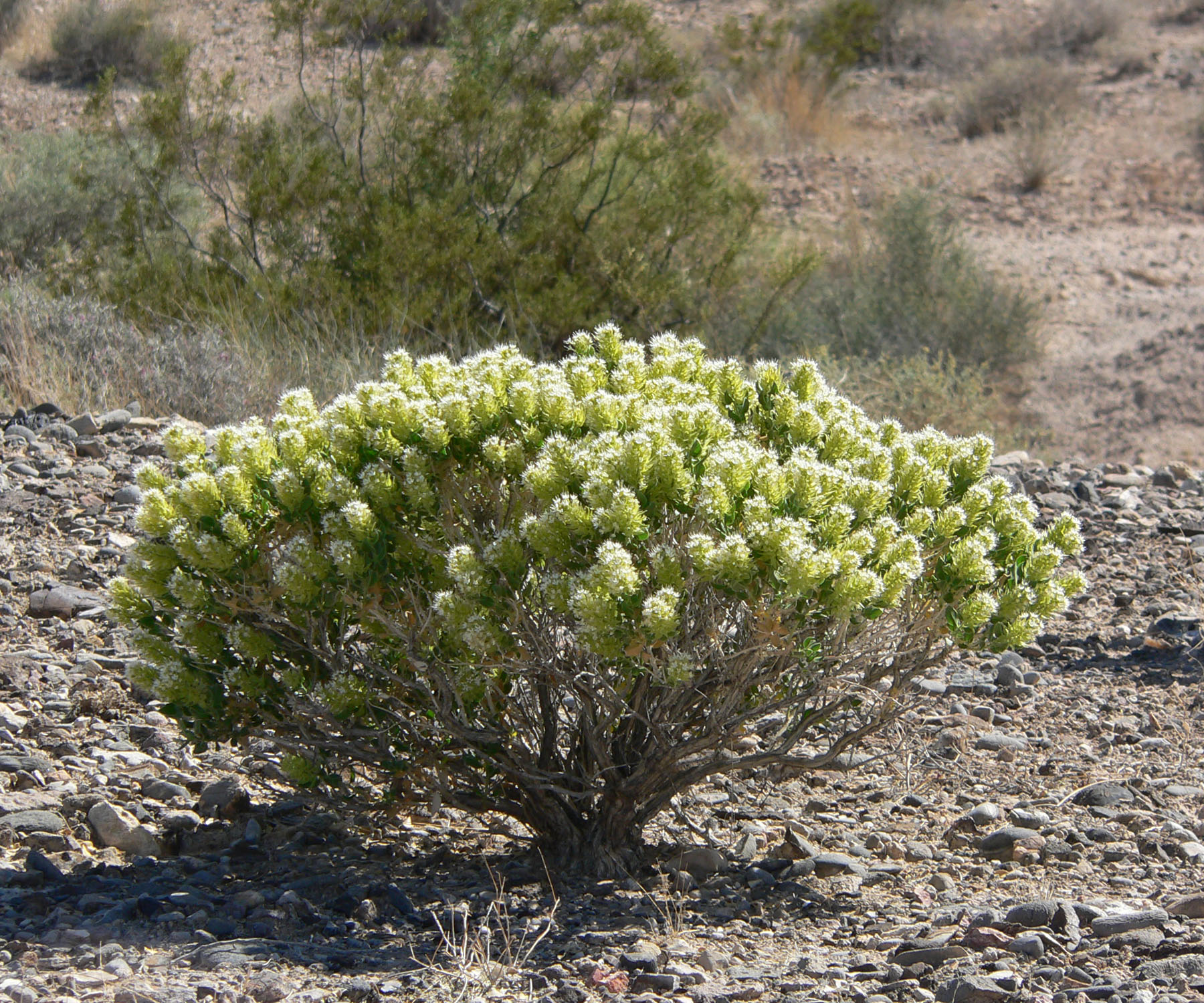